# Tašmajdan
Tašmajdan (en serbe : Ташмајдан et Tašmajdan), familièrement appelé Taš, est un parc et un quartier de Belgrade, la capitale de la Serbie. Il est situé dans la municipalité de Palilula. En 2002, le quartier comptait 4 018 habitants.
Le quartier de Tašmajdan constitue une communauté locale (en serbe : mesna zajednica), une sous-unité administrative de la municipalité de Palilula. Avec les quartiers alentour, il forme le complexe culturel et historique de « Stari Beograd » (le « vieux Belgrade »).

## Emplacement
Tašmajdan se trouve à 600 m de Terazije, une place qui est souvent considérée comme le centre de Belgrade. Il est situé à l'extrême sud-ouest de la municipalité de Palilula et est bordé par les municipalités de Vračar au nord et Stari grad à l'ouest. Il est limité par les rues Takovska (au nord-ouest), Ilije Garašanina) au nord-est, la rue Beogradska au sud-est. La plus grande partie du quartier, c'est-à-dire le centre, l'est et l'ouest, est occupée par le parc lui-même, le reste étant urbanisé. Considéré dans un sens plus large, le quartier s'étend encore vers le nord, entre les rues Ilije Garašanina et 27. marta et vers l'est, entre les rues Beogradska et Karnegijeva. Cette extension est familièrement connue sous le nom de « Petit Tašmajdan ». À l'intérieur de la municipalité de Palilula, Tašmajdan est bordé par le quartier de Palilula au nord-est ; il s'étend jusqu'aux quartiers de Vukov spomenik, Krunski venac et jusqu'à la place Nikola Pašić, respectivement à l'est, au sud et à l'ouest,.

## Histoire

### Origine
Au début de notre ère, les Romains exploitaient une carrière située dans le secteur ; ses pierres servirent à construire la ville qui précéda Belgrade et qui portait le nom de Singidunum ; elles étaient également utilisées pour la fabrication de sarcophages, dont certains subsistent encore aujourd'hui. La carrière resta en exploitation pendant la période ottomane et c'est du turc que vient le nom du quartier, taş, signifiant « la pierre » et maden, « la mine » ; on en extrayait aussi du salpêtre, utilisé pour la production de poudre. Tous les bâtiments de Belgrade construits à l'époque ottomane furent édifiés avec les pierres de Tašmajdan. Certains historiens pensent que les reliques de saint Sava, brûlées en public par le grand vizir Koca Sinan Pacha en 1595, furent détruites dans la partie du quartier de Tašmajdan connue sous le nom de Petit Vračar et non sur la colline de Vračar proprement dite, qui est, elle, située dans le quartier de Crveni krst,.

### Soulèvements contre les Ottomans
Pendant le Premier soulèvement serbe contre les Ottomans, Belgrade fut assiégée à l'automne 1806. Le chef de l'insurrection, Karađorđe (Karageorges), établit son camp à Tašmajdan et, de là, dirigea la libération de Belgrade. Un monticule, situé dans la partie orientale du quartier servait à la lecture publique des décrets et des lois. C'est là que, le 30 novembre 1830, fut donnée lecture du décret du Sultan proclamant l'autonomie de la Serbie (de facto, son indépendance), ainsi que la reconnaissance des droits héréditaires de la dynastie des Obrenović sur le pays ; l'emplacement de la lecture du décret est aujourd'hui inscrit sur la liste des sites mémoriels protégés protégés de la République de Serbie et sur la liste des biens culturels de la Ville de Belgrade.

### Cimetière et parc

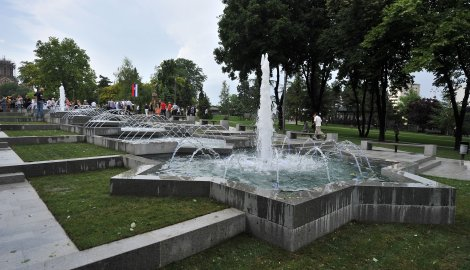
Fontaine dans le parc

Après le succès du second soulèvement serbe, le prince de Serbie Miloš Obrenović ordonna la construction d'une nouvelle ville autour de la forteresse de Belgrade. Il ordonna également que le vieux cimetière serbe de Varoš kapija (la « Porte de la Ville ») soit transféré à Tašmajdan, ce qui fut fait en 1828. Le nouveau cimetière fut conçu comme « international », contrairement aux anciens usages. Ainsi, aux côtés des Serbes, furent enterrés des Hongrois, des Allemands, des Grecs, des Italiens et des Français. Dans la section ouest du cimetière étaient enterrés les Catholiques et les Protestants, les Serbes sur l'allée centrale, tandis que le secteur autour de l'Institut de sismologie, était réservé aux soldats, aux suicidés et aux noyés. En 1835, fut construite la petite église Palilulska. Des Serbes connus y furent enterrés : des hommes politiques, comme Toma Vučić Peršić, Stojan Simić et Stevan Knićanin, le philologue Đuro Daničić, le botaniste et premier président de l'Académie serbe des sciences et des arts Josif Pančić et le philanthrope Ilija Milosavljević Kolarac. Le cimetière était à l'origine construit à l'emplacement de champs, de jardins et de vignes, mais, dès les années 1850, ses alentours furent complètement urbanisés, si bien que, dès 1871, des plans furent conçus pour le déménager. Le gouvernement de la Ville de Belgrade racheta le terrain en 1882 et des restrictions progressives dans les enterrements conduisirent à sa fermeture en 1901. Dès 1886 fut créé le Nouveau cimetière de Belgrade, un peu plus à l'est, et le transfert des dépouilles fut achevé en 1927.
Le parc de Tašmajdan a été dessiné en 1954 par les architectes Aleksandar Đorđević et Radomir Stupar et réalisé par l'ingénieur Vladeta Đorđević.

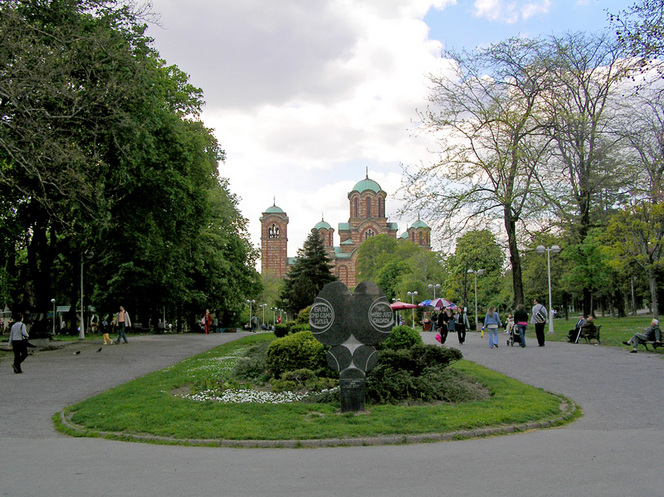
Vue du parc de Tašmajdan

### Bombardement de l'OTAN de 1999

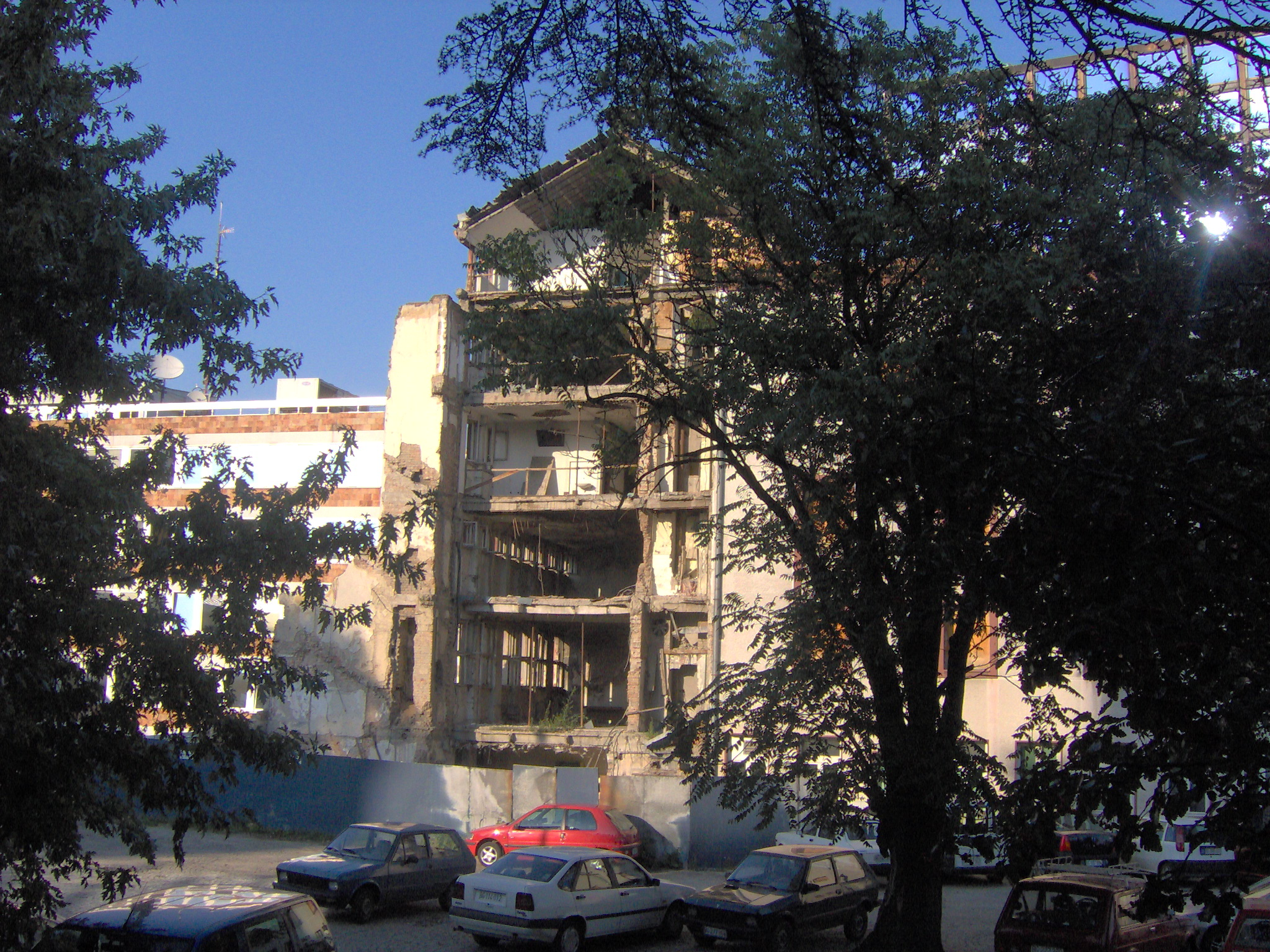
Le bâtiment de la RTS bombardé (état en 2005)

En 1999, Tašmajdan fut bombardé au cours de l'opération Allied Force. Plusieurs objectifs y furent gravement endommagés :
- le  23 avril 1999 - 2:06 : l'OTAN bombarda le bâtiment de la Radio Télévision de Serbie; une partie du bâtiment s'effondra ; seize personnes y trouvèrent la mort, tandis que d'autres furent piégés pendant plusieurs jours sous les décombres ;
- le 24 avril 1999 : le théâtre pour les enfants Duško Radović, situé au centre de Tašmajdan, fut endommagé dans le bombardement de bâtiments voisins ;
- le 30 juin 1999 : un monument en forme de cœur fut érigé par la Ville de Belgrade, pour célébrer la mémoire des enfants morts au cours du bombardement ; sur le monument, on peut lire cette inscription en anglais et en serbe : « Nous n'étions que des enfants ».

## Architecture et culture

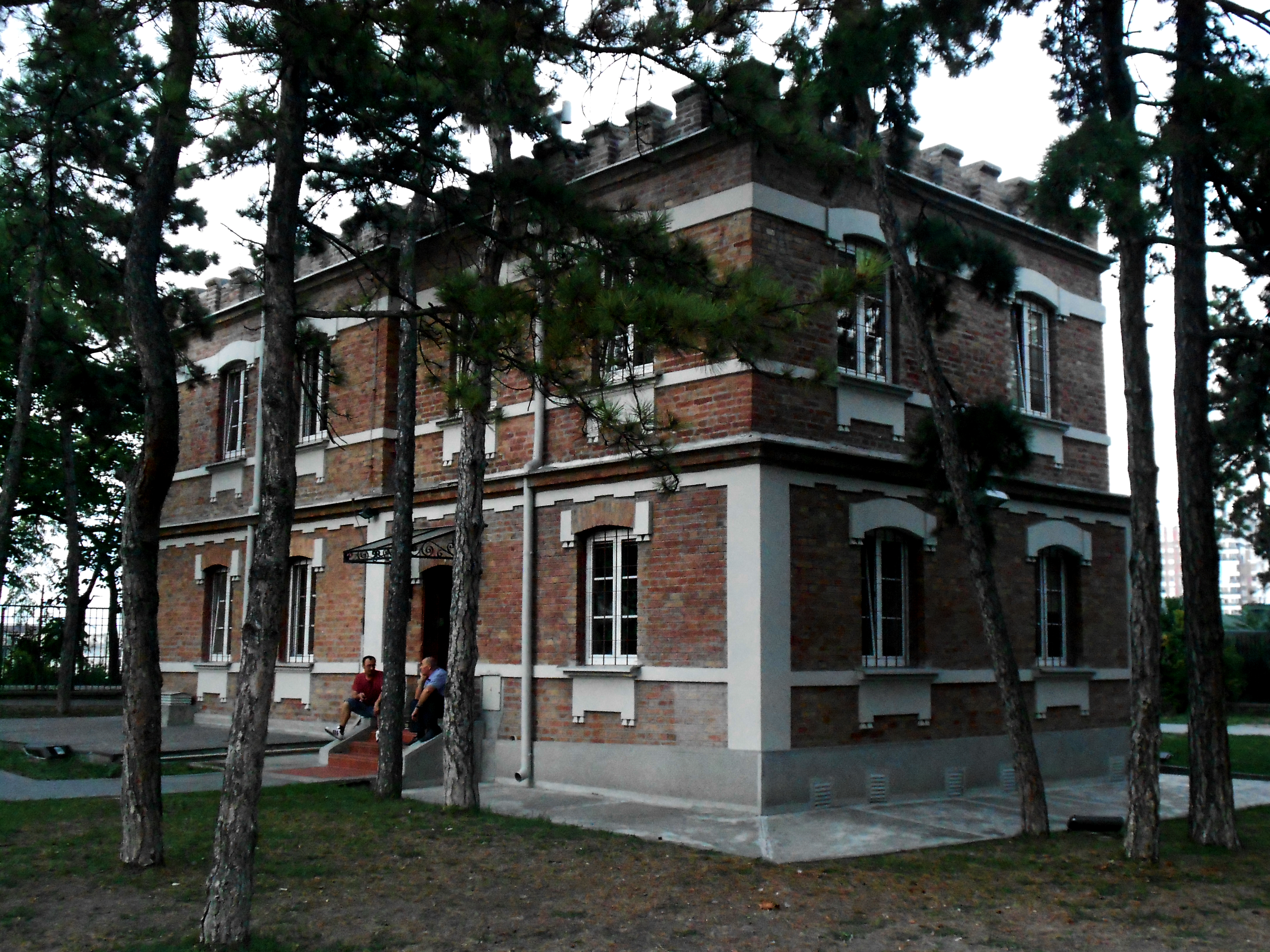
Le bâtiment de l'Institut de sismologie

Le parc abrite plusieurs monuments culturels classés. Le bâtiment de l'Institut de sismologie a été construit à partir de 1908 sur des plans de l'architecte Momir Korunović, dont il constitue la première réalisation ; il est de style néoromantique. Le bâtiment de Faculté de droit (67 Bulevar kralja Aleksandra), caractéristique du mouvement moderne, possède une façade donnant sur le parc ; il a été construit entre 1936 et 1940, est l'œuvre de Petar Bajalović. L'église Saint-Marc, construite entre 1931 et 1940 par les architectes Petar et Branko Krstić, est caractéristique du style serbo-byzantin, variante du style néo-byzantin ; avec ses dômes, elle est directement inspirée de celle du monastère de Gračanica (XIVe siècle) ; elle abrite un sarcophage contenant les reliques de l'empereur serbe Stefan Dušan. Dans le parc, l'Hôtel Metropol a été construit entre 1954 et 1958 selon des plans de l'architecte Dragiša Brašovan ; l'édifice est caractéristique du mouvement moderne dans sa variante fonctionnaliste.
Dans le parc se trouve une petite église orthodoxe russe construite en 1924, non classée, dans laquelle repose la dépouille de Piotr Nikolaïevitch Wrangel décédé à Bruxelles dans des circonstances non encore élucidées à ce jour.

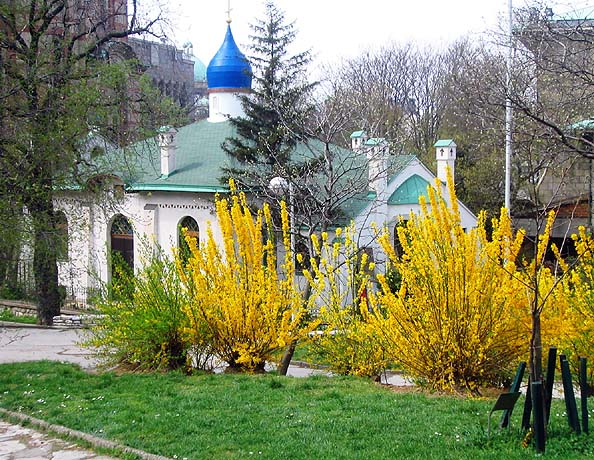
L'église russe, 1924
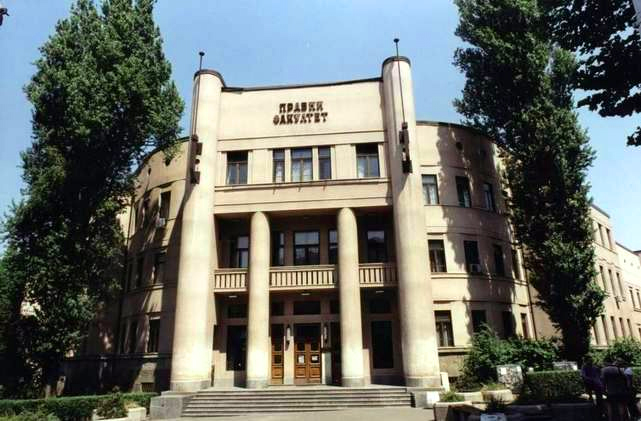
Le bâtiment de la Faculté de droit, 1936-1940
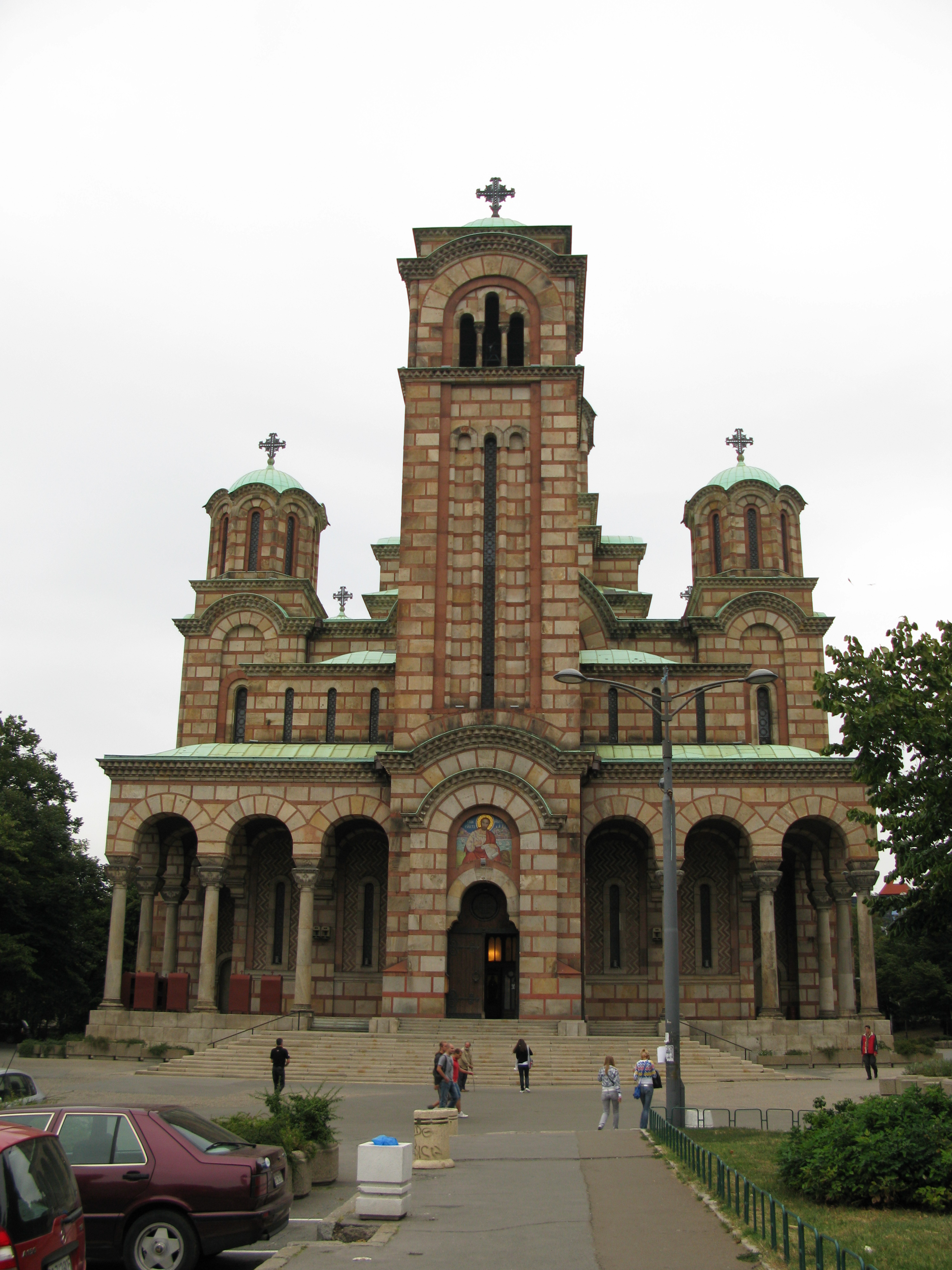
La façade principale de l'Église Saint-Marc de Belgrade, 1931-1940
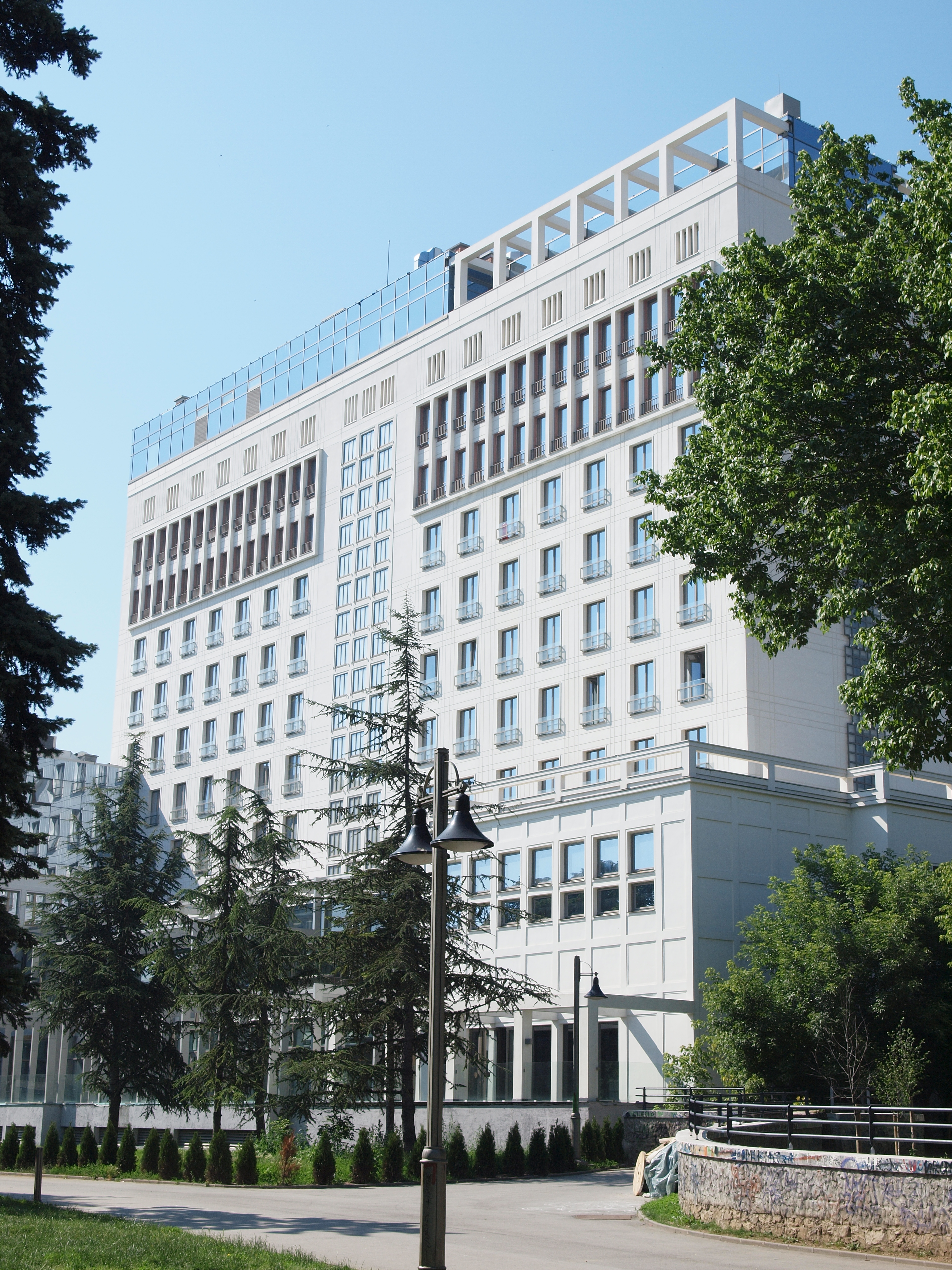
l'Hôtel Metropol, 1955-1958

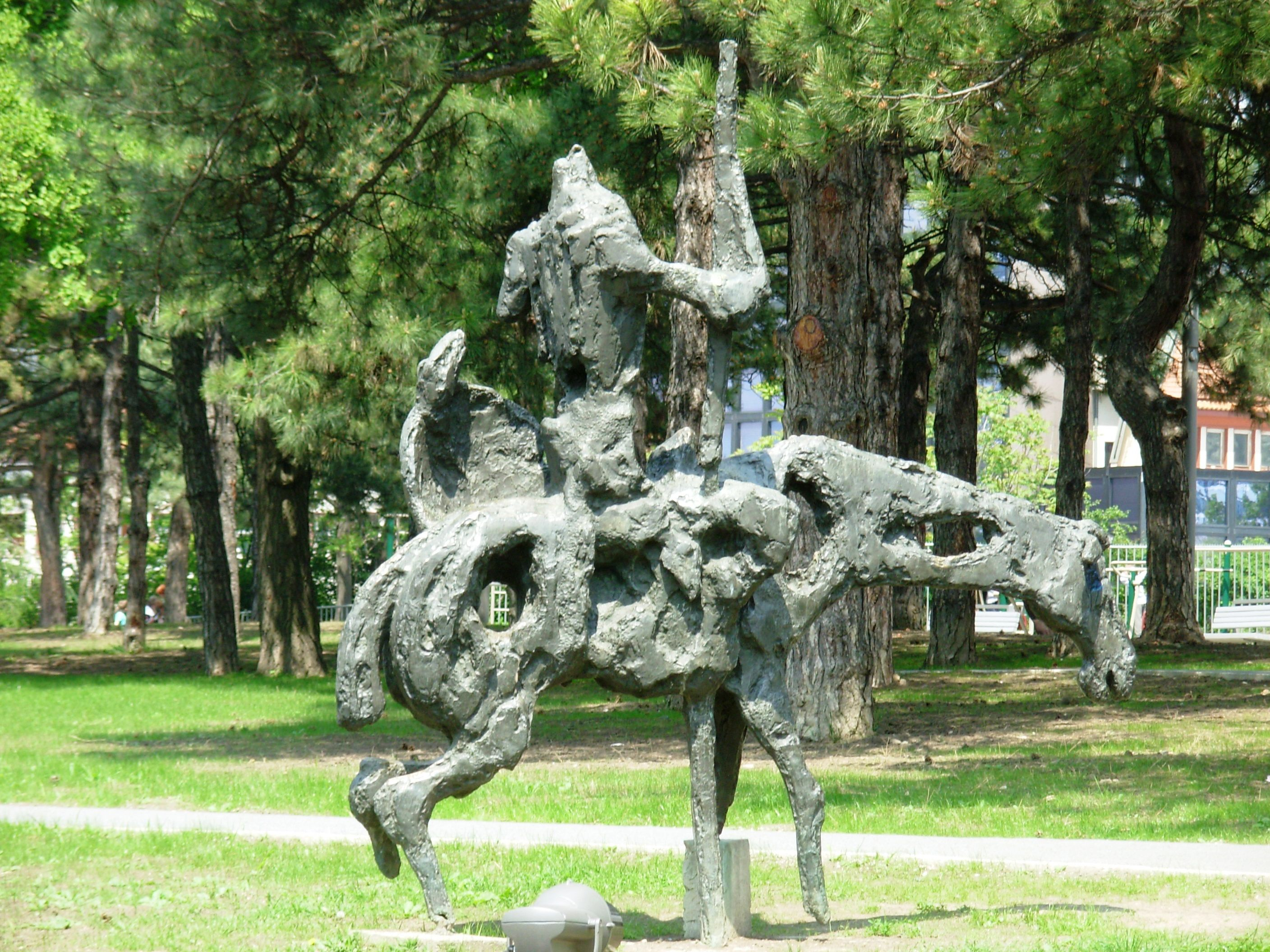
Don Quichotte par Jovan Soldatović

Le parc abrite également une collection de sculptures, avec des œuvres de Mira Sandić, de Sava Sandić, de Milija Glišić, de Mira Jurišić, d'Angelina Gatalica, de Nikola Vukosavljević , de Jovan Nježić, d'Ivan Sabolić, de Ratko Vulanović et de Jovan Soldatović ; en 2007, un monument à Desanka Maksimović, œuvre de la sculptrice Svetlana Karović-Deranić y a été inauguré.

## Sport et loisirs
À l'intérieur du parc se trouve le Centre de sports et de loisirs de Tašmajdan, qui administre également d'autres installations sportives situées en dehors du quartier, notamment la Hala Pionir. Les piscines du centre sont, elles, situées à Tašmajdan. La piscine d'extérieur a été construite entre 1959 et 1961. Le centre a accueilli le premier Championnat du monde de natation, du 31 août au 9 septembre 1973, mais aussi le Championnat du monde de water polo en 2006.

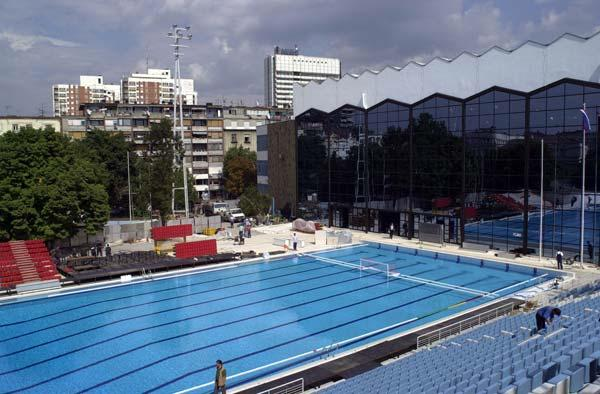
La piscine en plein air de Tašmajdan

## Sous terre

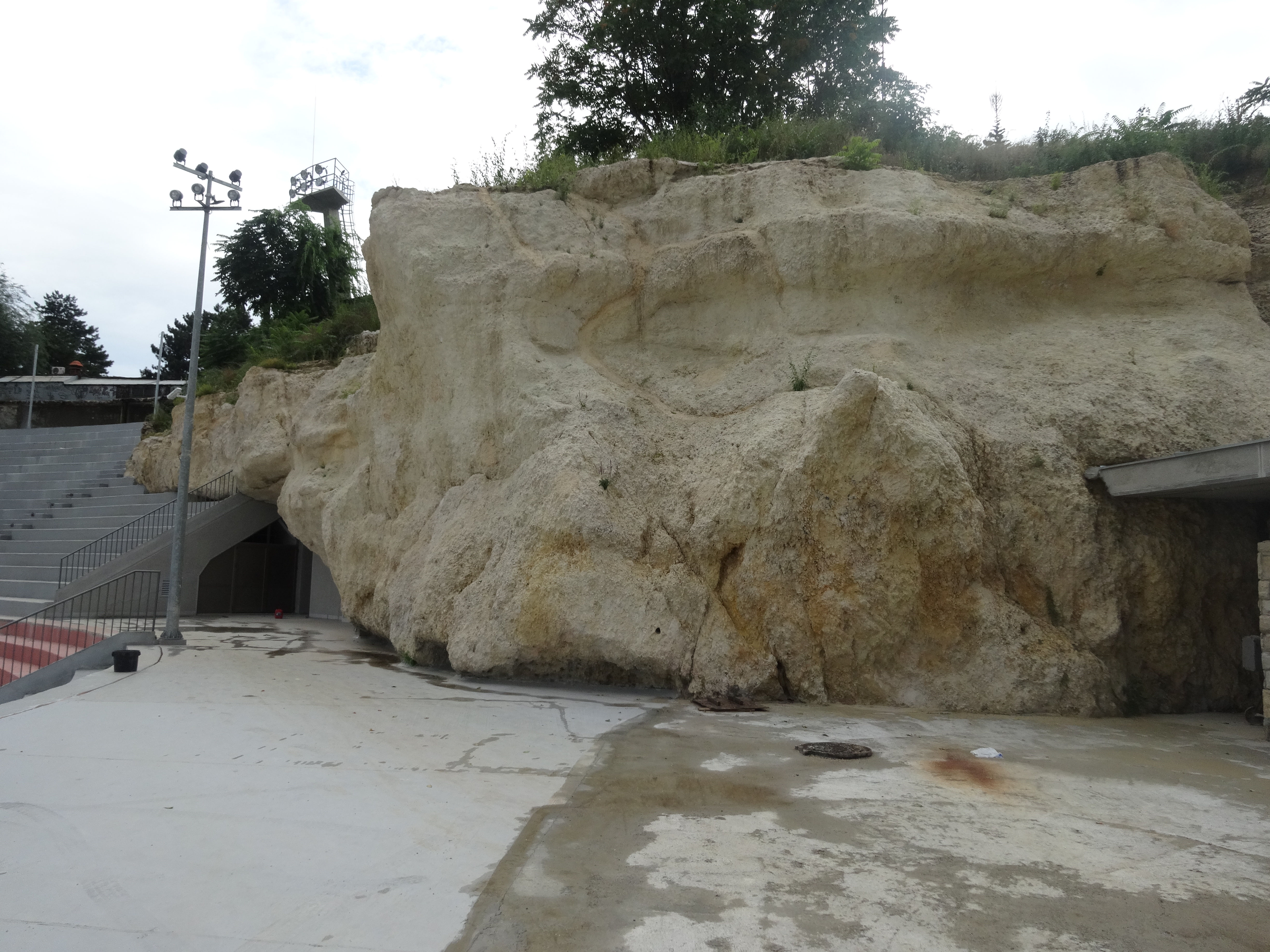
Le banc de sable du Miocène de Tašmajdan

Sur le plan géologique, le parc abrite un monument naturel géologique protégé, un banc de sable remontant au Miocène (Miocenski sprud - Tašmajdan).
On y trouve aussi des grottes de 6 à 8 millions d'années, qui sont occupées depuis la Préhistoire. Des arsenaux et des entrepôts militaires ont été installés dans les sous-sols du quartier ; de même ces grottes ont servi d'abri et de poste de premiers secours pour les soldats blessés. La population de Belgrade s'y réfugia également lors du bombardement de Belgrade par l'armée austro-hongroise lors de la Première Guerre mondiale. Pendant la Seconde Guerre mondiale, elles ont servi de quartier général à Alexander Löhr, le chef des forces aériennes allemandes en Serbie. Ces quartiers étaient massifs, avec de grandes portes métalliques, des entrées spéciales pour les camions et un ravitaillement capable de nourrir 1 000 hommes pendant six mois sans sortir à l'air libre. Ce réseau est encore en partie inconnu aujourd'hui. Après 1945, l'accès à ces grottes a été muré et le complexe souterrain est progressivement tombé dans l'oubli. Il a été redécouvert dans les années 2000 et est désormais ouvert au public.

### Aquarium
En juin 2006, la société de recherches sous-marines Viridijan a annoncé la construction du premier aquarium marin de Belgrade, qui serait installé dans les grottes située sous Tašmajdan. Le projet prévoit la construction de 50 aquariums souterrains sur une période de neuf ans, soit en tout 1 000 m3 d'eau, susceptibles d'accueillir plus de 900 animaux marins. Le projet a d'abord été soutenu par le Ministère du commerce du Gouvernement de la Serbie et par l'Assemblée de la Ville de Belgrade. En août 2008, ce projet qui promettait  « plus qu'un simple lieu d'exposition » mais plutôt « le retour de la mer pannonienne », n'a pas encore vu le jour[réf. nécessaire].